# Katarzyna Nazarewicz
Katarzyna Nazarewicz (ur. 29 stycznia 1958 w Warszawie) – polska dziennikarka, z wykształcenia psycholog kliniczny.

## Życiorys
Jest absolwentką XXVII LO im. T. Czackiego w Warszawie, w 1982 ukończyła studia na Wydziale Psychologii Uniwersytetu Warszawskiego (specjalność psychologia kliniczna człowieka dorosłego). W latach 1985–1987 pracowała w działach miejskim i społeczno-ekonomicznym „Sztandaru Młodych”, w latach 1987–1988 w redakcji zagranicznej Polskiej Agencji Interpress, w latach 1988–1991 w „Życiu Warszawy”, w latach 1991–1992 we „Wprost”, w latach 1993–1995 ponownie w „Życiu Warszawy”. Od października 1995 do lipca 1996 była zastępcą redaktora naczelnego „Super Expressu”, od sierpnia 1996 do marca 1997 redaktorem naczelnym tygodnika „Naj”, od kwietnia 1997 do 1998 redaktorem naczelnym „Expressu Wieczornego”, od marca 1999 redaktorem naczelnym „Marie Claire”, od 2001 do grudnia 2004 redaktorem naczelnym „Na żywo”, od maja 2005 do marca 2006 redaktorem naczelnym pisma „Premiery”, od kwietnia 2006 ponownie redaktorem naczelnym „Naj”. Od stycznia 2007 odpowiadała w Gruner+Jahr Polska za rozpowszechnianie pism koncernu w mediach elektronicznych. W 2007 kierowała redakcjami audycji Cztery pory roku i Lato z radiem. 28 marca 2008 została zastępcą redaktora naczelnego w miesięczniku „Machina”.
Od 1991 współpracuje z TVP, prowadziła programy Tylko w jedynce (1992–1994), Telekonferencja dwójki (1993–1994), Bilans XX wieku (1994–1995), Pośredniak i Nic nie rozumiem (1996). Od 2002 współpracowała jako scenarzysta w programie Pytanie na śniadanie. Do lipca 2008 w TVP1 prowadziła program Kawa czy herbata? oraz program medyczny Zdrowo z Jedynką. Do końca listopada 2008 pracowała w Polskim Radiu jako komentator. Od 1 września 2008 prowadziła program publicystyczny Puls Kultury w TV Puls.
Kierowała portalem internetowym Kulisy.pl, który utworzyła w sierpniu 2008. Od stycznia do grudnia 2009 szefowa redakcji społeczno-poradnikowej Programu 1 TVP S.A., kierowała weekendowym wydaniem Kawy czy herbaty?, od stycznia do października 2010 była zastępcą kierownika redakcji Panoramy, w październiku 2010 została kierownikiem redakcji oprawy i promocji TVP 1, od 2012 była zastępcą kierownika Redakcji Rozrywki, Kultury i Widowisk Artystycznych TVP 1.

## Rodzina
Córka Ryszarda Nazarewicza (profesora historii, byłego podpułkownika MO i zastępcy szefa UB dla m. st. Warszawy w latach 1946–1955). Żona reżysera telewizyjnego Jana Sosińskiego. Synowie: Michał i Wiktor.

## Filmografia
Wspólnie z Janem Sosińskim zrealizowała filmy dokumentalne dla TVP:
- 2017: film dokumentalny Moi Rollingstonsi – współpraca reżyserska
- 2005: film dokumentalny 3 Historie o kropeczkach – scenariusz
- 2003: serial dokumentalny Delegacja – komentarz (współpraca)
- 2000: film dokumentalny Kobiety, gazety i łzy – współpraca
- 1998: film dokumentalny Tato pamiętasz? – scenariusz
- 1996: reportaż 8 mm pamięci – współpraca reżyserska, scenariusz
- 1996: film dokumentalny Trzeba latać za wysoko Stanisław Radwan – współpraca reżyserska
- 1991: film dokumentalny Przez... – scenariusz